# Tomoya Nakamura
Tomoya Nakamura (中村倫也) (Tóquio, 24 de dezembro de 1986) é um ator japonês.